# The End Records
The End Records es una compañía discográfica localizado en Brooklyn.

## Historia
The End Records es una compañía discográfica fundada en 1998. El sello inicialmente lanzaba material de bandas que tocaran música experimental y avant-garde metal, pero recientemente se han diversificado en otros géneros, incluyendo el punk rock y Música alternativa.
La disquera se especializa en firmar con artistas que hayan obtenido popularidad en el extranjero pero que su fama aún no llega hasta los Estados Unidos. Por ejemplo, bandas como Dir En Grey, Dissection, Lordi, Emilie Autumn, The 69 Eyes y Ulver.

## Departamentos
- The End Records - El núcleo de la compañía.
- Unruly Sounds - Un subsello que se enfoca en lanzar material de metal extremo.
- My Friend The End - La división manufacturera.
- The Omega Mail-Order - Un centro de distribución especializado en ventas por menor de otras disqueras en todo el mundo.

## Distribución
La istribución se realiza principalmente a través de:
- The Omega: La tienda virtual exclusiva de The End Records.
- RED Distribution: Controla la distribución en tiendas de Estados Unidos.